# Arteixo
Arteixo est une commune de la province de La Corogne en Galice (Espagne).

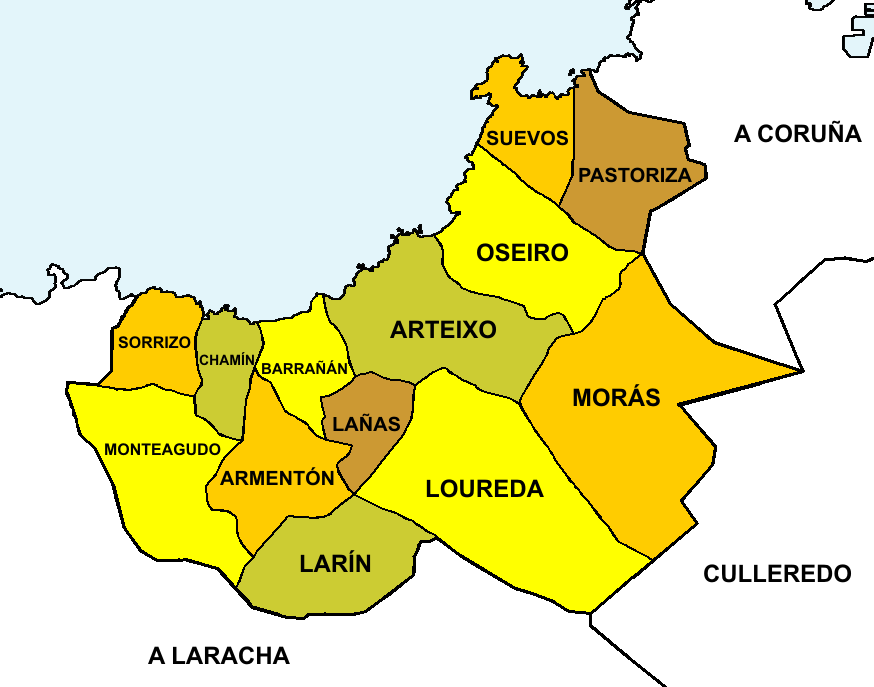
Les paroisses d'Arteixo.